# Gazeta do Brasil
O Gazeta do Brasil foi um periódico publicado no Rio de Janeiro, então capital do Brasil, à época do Primeiro Reinado.
De linha editorial conservadora, era redigido por João Maria da Costa. Circulou entre 1827 e 1828. Porta-voz do poder à época da crise do Primeiro Reinado (defendia o Gabinete formado a 15 de janeiro de 1827 e atacava figuras liberais), afirma-se que fora fundado ou era financiado por D. Pedro I (1822-1831), segundo uns, através de Francisco Gomes da Silva, o Chalaça, do círculo íntimo do Imperador, segundo outros.